# Temporada 2017 del fútbol venezolano
La Temporada 2017 del fútbol venezolano abarca todas las actividades relativas a campeonatos de fútbol profesional, nacionales e internacionales, disputados por clubes venezolanos, y por las selecciones nacionales de este país, en sus diversas categorías, durante el 2017.
| Categoría              | Campeonato                  | Campeón                            |
| ---------------------- | --------------------------- | ---------------------------------- |
| Primera                | Apertura 2017               | Monagas                            |
| Primera                | Clausura 2017               | Deportivo Lara                     |
| Primera                | Campeón de 1.ª              | Monagas                            |
| Segunda                | Apertura 2017               | Ureña Puerto Cabello Lala          |
| Segunda                | Clausura 2017               | Ureña U.C.V. F.C. Chicó de Guayana |
| Segunda                | Campeón de 2.ª              | Estudiantes de Caracas             |
| Tercera                | Torneo Apertura 2017        | UD Lara                            |
| Tercera                | Torneo Clausura 2017        | Deportivo Táchira B                |
| Tercera                | Campeón de 3.ª              | Madeira Club Lara                  |
| Copa Venezuela         | Copa Venezuela 2017         | Mineros de Guayana                 |
| Liga Nacional Femenino | Liga Nacional Femenino 2017 | Deportivo Lara                     |
| Superliga Femenino     | Superliga Femenino 2017     | Estudiantes de Guárico             |

## Torneos locales

### Primera
| 1.º título                                                            |
| Monagas S.C. Campeón Apertura 2017 Clasifica a Copa Libertadores 2018 |

| 2.º título                                                              |
| Deportivo Lara Campeón Clausura 2017 Clasifica a Copa Libertadores 2018 |

| 1.º título                                                    |
| Monagas S.C. Campeón de la Primera División de Venezuela 2017 |

### Segunda
| 1.º título                       |
| Ureña S.C. Campeón Apertura 2017 |

| 1.º título                                    |
| Academia Puerto Cabello Campeón Apertura 2017 |

| 1.º título                           |
| A.C. Lala F.C. Campeón Apertura 2017 |

| 1.º título                       |
| Ureña S.C. Campeón Clausura 2017 |

| 1.º título                     |
| UCV F.C. Campeón Clausura 2017 |

| 1.º título                             |
| Chicó de Guayana Campeón Clausura 2017 |

| 1.º título |
| Estudiantes de Caracas Campeón de la Segunda División de Venezuela 2017 Clasifica a Primera División de Venezuela 2018 |

### Tercera
| 1.º título                      |
| U.D. Lara Campeón Apertura 2017 |

| 1.º título                                  |
| Deportivo Táchira "B" Campeón Clausura 2017 |

| 1.º título                                                                                                 |
| Madeira Lara Campeón de la Tercera División Venezolana 2017 Clasifica a Segunda División de Venezuela 2018 |